# マルクス・ヴォルフ

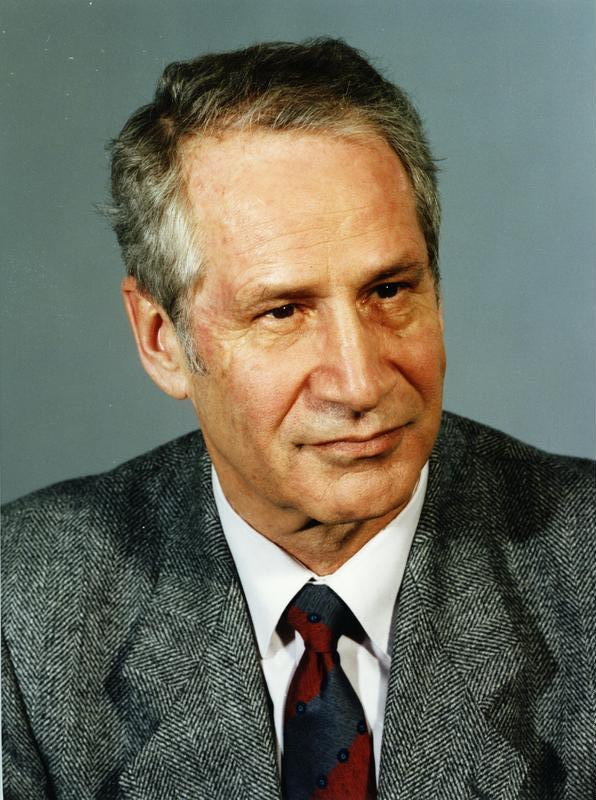
マルクス・ヴォルフ

マルクス・ヨハネス・ヴォルフ（Markus Johannes Wolf, 1923年1月19日 - 2006年11月9日）は、ドイツ民主共和国（東ドイツ）の高級官僚。ソビエト、モスクワに亡命中、ミハイルと呼ばれていたため、ミーシャという渾名がある。
シュタージの対外諜報機関HVAの長官、最高責任者を34年間（1952年12月 - 1986年5月30日）務めた伝説的なスパイマスター。様々な諜報手法を駆使して西ドイツの防諜機関を完全に翻弄した。最終階級は国家保安省大将（Generaloberst）。 シャルンホルスト勲章や祖国貢献勲章など、合わせて14個の勲章、メダル、名誉称号を受けている。

## 経歴

### ソ連へ亡命
1923年、ドイツ南西部のヘヒンゲンに生まれる。父フリードリヒ・ヴォルフは医者で、文学者としても知られる。弟のコンラート・ヴォルフ（de:Konrad Wolf）は、映画監督である。祖父母にユダヤ人がいるものは「人種的ユダヤ人」と規定したナチスの迫害を避けて、1933年にフランスに移住し、1934年にはソ連のモスクワに亡命した。
1942年からコミンテルンの特務学校で破壊工作など諜報員としての訓練を受けた。コミンテルン解散後は、対ドイツ工作のラジオ局「ドイッチャー・フォルクスゼンダー」(Deutscher Volkssender) の編集長・コメンテーターとなった。
1945年6月「ミヒャエル・シュトローム」の偽名で東ドイツ（ソ連軍占領地域）のベルリン・ラジオの特派員となり、ニュルンベルク裁判を取材した。1949年、在ソ東独大使館一等参事官に任命される。

### 顔のない男
1951年9月、「経済学研究所 (IPW)」という偽装名称を持っていたシュタージの対外政治諜報部門APN (HVAの前身）に編入。1952年12月、29歳で同部門の長官に任命。1958年、シュタージに、対外諜報を担当する「A」総局 (Hauptverwaltung Aufklärung、略称HVA)が創設され、「A」総局長兼国家保安省次官に就任。ヴォルフの指揮の下、シュタージは、世界有数の諜報機関に発展した。長い間、西側諜報機関は、誰がシュタージの対外諜報部門を指揮しているのか特定できず、1979年に彼の顔写真が東ドイツから逃亡した二重スパイによりBNDによって特定され、『デア・シュピーゲル』誌の1979年3月5日号の表紙に載せられるまで、ヴォルフは「顔のない男」と呼ばれた。
そのことに関してヴォルフは自分の顔が知られることはそれほど重要でないという、強がりとも負け惜しみともとれる内容の発言をしている。諜報活動においてはヒューミントが最も重要であるとの持論を持っていた。1982年にはヴォルフが弟コンラートの葬儀に参列している所を西ドイツの雑誌「シュテルン」のカメラマンに撮影されたが、そのネガはシュテルンの編集部から行方不明になっている。顔が知られてからは西側諸国への入国が困難になった。1986年5月30日、大将に昇進した後、シュタージを依願辞職。カール・マルクス勲章を受章。引退後は著述に専念し、最初の著書『トロイカ』を発表した。余談だが、ギュンター・ギヨームとその妻クリステル・ギヨーム夫妻らブランド内閣にいたシュタージのスパイを西ドイツに送り込んだのも彼である。

### 晩年

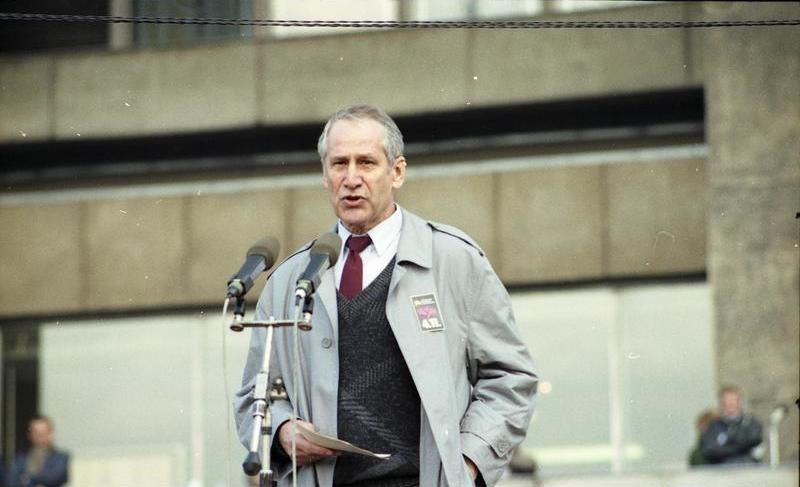
アレクサンダー広場での50万人デモで演説するヴォルフ（1989年11月4日）

東欧革命の影響で民衆デモが頻発していた1989年11月、ベルリンのアレクサンダー広場で行われていたデモに際して演説者として登壇し、東ドイツの改革を支持する一方で、シュタージの協力者を受け入れるよう要望したため、聴衆から不賛同の意を示す口笛を浴びせかけられた。SEDの改革派政治家として政界に入ろうとしたヴォルフの計画はこの一瞬にして頓挫した。ドイツ再統一後、ヴォルフはオーストリア、後にソ連に移住した。ソ連8月クーデター後にオーストリアに逃亡し、オーストリア当局に政治亡命を申請した。ヴォルフは1991年9月24日バイエルン州の過疎地に入り、国境でドイツ当局に自首、国家反逆の容疑で逮捕された。

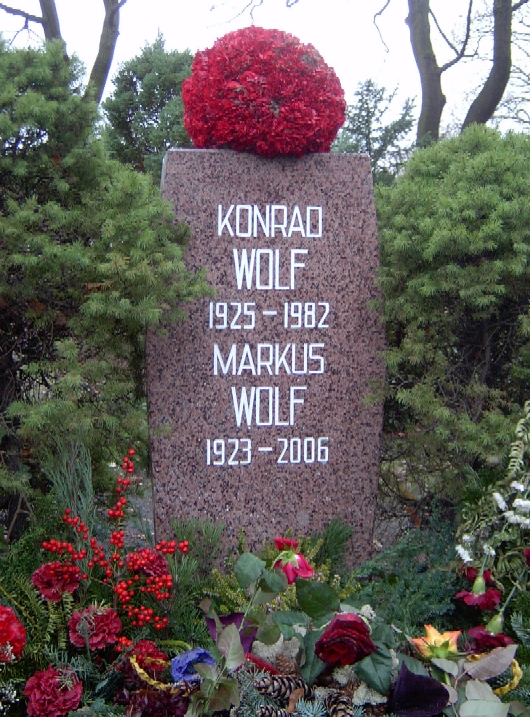
フリードリヒスフェルデ中央墓地にあるヴォルフの墓

1993年末、懲役6年の判決を受けた。しかし、1995年連邦憲法裁判所が、東ドイツ国内よりスパイ活動を行なっていた東ドイツ人を国家反逆罪に問うことはできないと判断し、彼の有罪判決は1995年に取り消された。1996年、著書の出版に合わせてアメリカ合衆国の入国ビザを申請したが、過去にテロ活動に従事していたという理由で拒否され、生涯アメリカに入国することは出来なかった。1997年、ドイツの裁判所により、1955年に彼の指示によって行われた誘拐・傷害については、禁固2年の判決が下された。同年、ドイツ社会民主党の政治家ゲルハルト・フレーミヒ(de:Gerhard Flämig)のスパイ容疑裁判で証言を拒否したため、法廷侮辱罪により3日間拘束された。
その後はドイツのベルリンに在住。引退後は、CIA、モサッド、MI6から顧問として招聘を受けたが、いずれも応じなかった。2006年11月9日、ベルリン東部・ニコライ地区の自宅にて、83歳で死去。遺体は火葬され、フリードリッヒスフェルデ地区の中央墓地にある弟コンラートの墓に併せて埋葬された。死去した際、葬儀にはハンス・モドロウなど旧東ドイツ政府関係者やロシア政府代表、元HVA職員ら約1500人が参列し、彼を英雄としてたたえた。

## 人物
- 3度の結婚歴があり（最後の妻はアンドレア）、子供4人、孫11人、ひ孫2人がいる。孫には、ロシア式の名前をつけており、また、死の直前には破壊工作学校があったバシキリア（2004年と2006年に同地を訪問している）に別れを告げた。

- シュタージ辞職後は文筆業に転じ『トロイカ』、『異国でのゲーム』、『自らの意思により』、『友人は死なず』等、計6冊の著作を発表した。

- ヴォルフ、ジョン・ル・カレのスパイ小説『ティンカー、テイラー、ソルジャー、スパイ』『スクールボーイ閣下』『スマイリーと仲間たち』などに登場するソ連のスパイマスター、カーラのモデルではないかしばしば噂されてきた[23]。しかし作者のル・カレはこの噂を繰り返し否定している[24] 。

- 雑誌のインタビューで西ドイツ側よりも実績が残せた理由として、情報部員を(西ドイツ側よりも)大切にしたこと、信念をもった人間を見つけ出していたこと、の二つを挙げた[25]。スパイ小説では、グレアム・グリーンの『ハバナの男』が気に入っていると答えている[25]。

- スパイ活動によって相手側を透明化することで、相手側陣営を牽制し、結果として平和維持の要素があったとも主張[25]。